# Попко Вадим Вікторович
Вадим Вікторович Попко (нар. 30 серпня 1981, Дніпродзержинськ, нині Кам’янське, Дніпропетровська область) — український науковець, професор кафедри порівняльного і європейського права Навчально-наукового інституту міжнародних відносин КНУ ім. Шевченка. 
Доктор юридичних наук, професор, адвокат, керуючий партнер Адвокатського об’єднання «Брати Попко та Партнери». Заслужений юрист України (2024).

## Біографія
Народився 30 серпня 1981 року в Дніпродзержинську (зараз Кам’янське). У 1998 році із золотою медаллю закінчив у Києві спеціалізовану школу №49.

### Освіта
У 2003 році здобув вищу освіту в Інституті міжнародних відносин Київського національного університету імені Тараса Шевченка, отримавши диплом магістра міжнародного права з відзнакою та перекладача з англійської мови з відзнакою.

### Карʼєра
У 2003—2007 роках працював науковим співробітником в Інституті міжнародних відносин КНУ імені Шевченка, а у жовтні 2007 року — асистентом кафедри порівняльного і європейського права Інституту.
У 2003 році почав працювати на посаді юриста в представництві англійської компанії Baramist Limited в Україні, а з 2008 по 2009 рік — обіймав посаду директора.
23 липня 2009 року отримав свідоцтво про право на заняття адвокатською діяльністю. Того ж року став засновником та керуючим партнером юридичної фірми «Брати Попко та Партнери». З 2013 року — засновник та керуючий партнер адвокатського об’єднання «Брати Попко та Партнери».
З січня 2012 року по липень 2021 року працював доцентом кафедри порівняльного і європейського права Інституту міжнародних відносин КНУ ім. Шевченка. З липня 2021 року — професор кафедри, а з вересня того ж року — заступник завідувача кафедри. Крім того, з вересня 2019 року є заступником керівника Українського аналітично-освітнього центру при Інституті.
3 січня 2025 року призначений секретарем Комісії Національної академії мистецтв України та є позаштатним радником президента НАМ України.
Є членом професійних організацій: Національної асоціації адвокатів України (НААУ), Асоціації правників України, Європейської Бізнес-асоціації (EBA), Американської торгівельної палати (ACC).

### Відзнаки
23 серпня 2024 року указом Президента України №513/2024 присвоєне почесне звання «Заслужений юрист України».
19 грудня 2024 року отримав Подяку від Національної асоціації адвокатів України.

## Наукова діяльність
Наукова діяльність розпочалась у 2003 році. У 2006 році захистив дисертацію на здобуття наукового ступеня кандидата юридичних наук, за спеціальністю «Цивільне право і цивільний процес; сімейне право; міжнародне приватне право». Його науковим керівником був український юрист Василь Кисіль. У 2007 році опублікував монографію «Уніфікація норм міжнародного приватного права в рамках Гаазької конференції».
У 2019 році вийшло кілька наукових робіт де він є автором та співавтором: монографія «Транснаціональне кримінальне право: міжнародний аспект», підручник «Міжнародна порівняльна теорія держави».
14 вересня 2020 року захистив дисертацію на здобуття наукового ступеня доктора юридичних наук на тему «Транснаціональне кримінальне право: міжнародно-правові засади». Науковим консультантом була Ольга Буткевич. 26 листопада 2020 року отримав диплом доктора наук.
У 2022 році він опублікував конспект лекцій «Порівняльне муніципальне право», навчальний посібник «Порівняльне муніципальне право» та підручник «Міжнародне кримінальне право», у 2023 році — опублікував 2-ге видання навчального посібнику та 2-ге видання підручнику.
23 грудня 2022 року згідно з наказом Міністерства освіти і науки України № 1166 отримав вчене звання професора.
Станом 2024 рік Попко є автором більше 100 наукових та навчально-методичних праць. Більше 50-ти його статей опубліковані у наукових юридичних виданнях України та за кордоном, його роботи знаходяться у базах Scopus та Web of Science.

## Соціальна діяльність
З вересня 2018 року є членом Піклувальної ради Національного музею «Київська картинна галерея».
З початку повномасштабного вторгнення, у вересні 2022 року Вадим Попко став співзасновником громадської організації «Фонд допомоги братів Попків», що допомагає ЗСУ та постраждалим від агресії Російської Федерації.
З лютого 2024 року — член Піклувальної ради Центру медико-психологічної реабілітації ДУ «Інститут медицини праці імені Ю.І. Кундієва НАМН України». У липні 2024 року увійшов до складу правління українського осередку благодійного фонду SOS-Kinderdorf.